# 근원종
근원종은 예전부터 전하여 내려오는 농작물이나 가축의 품종. 다른 지역의 종자와 교배되는 일이 없이, 어떤 지역에서만 여러 해 동안 길러지거나 재배되어 그곳의 풍토에 알맞게 적응된 품종을 일컫는다.